# Onthophagus mije
Onthophagus mije là một loài bọ cánh cứng trong họ Bọ hung (Scarabaeidae).